# 関内

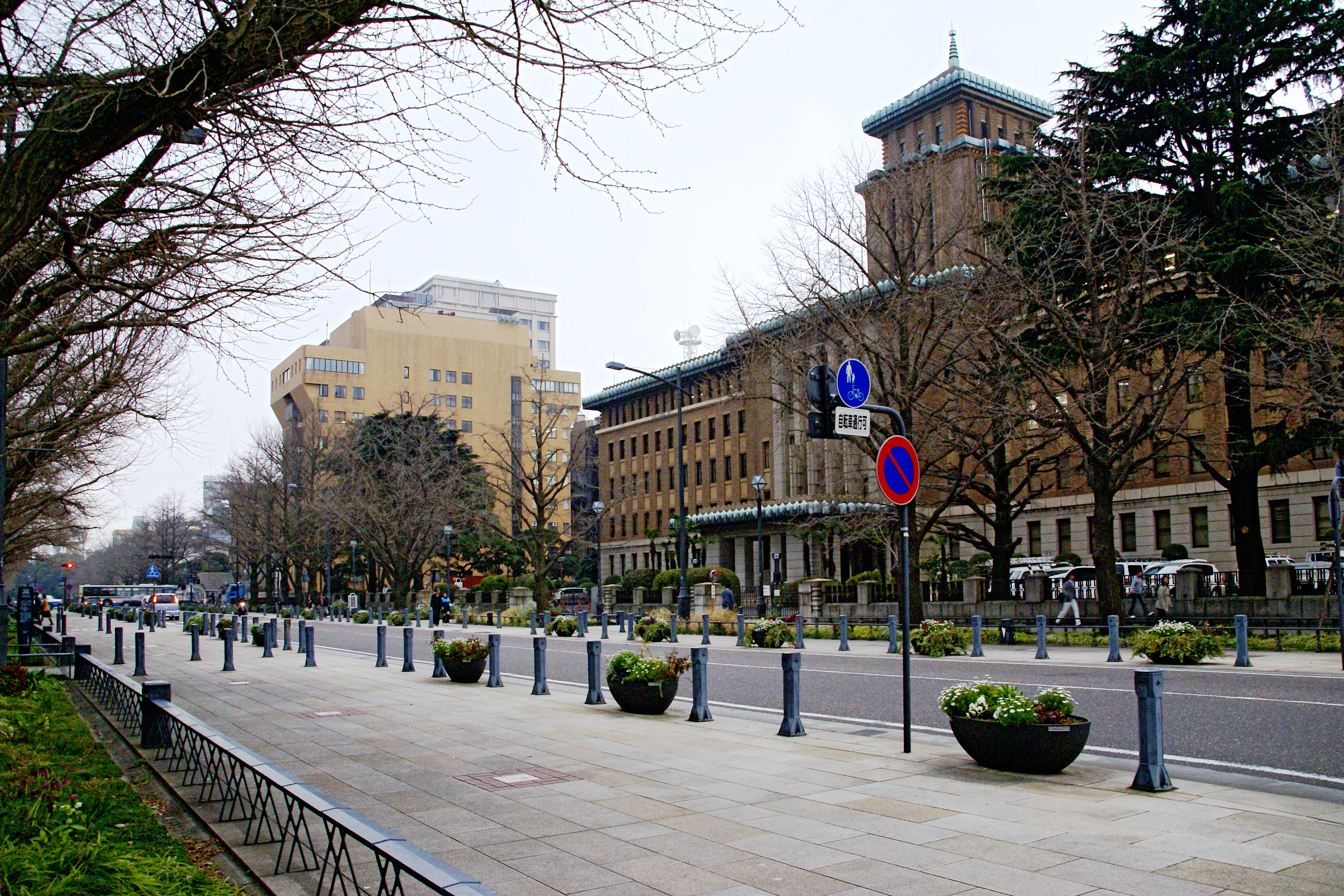
日本大通（右手前は神奈川県庁舎）

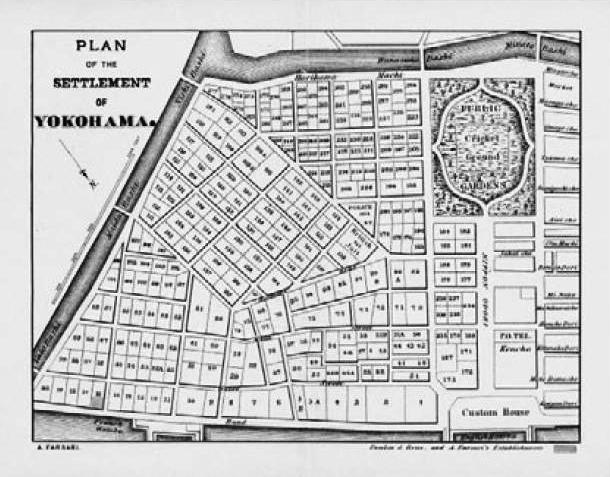
幕末・明治の横浜外国人居留地は上図のように掘割で仕切られ入口の橋に関所が設けられたことから関内居留地とも呼ばれ、その通称が今に残る

関内（かんない）は、神奈川県横浜市中区にある、横浜市の旧来からの中心市街地にあたる地域の通称。「関内」という行政上の地名は存在しない。大岡川、首都高速横羽線、堀川（中村川の延長開削部）と東京湾に囲まれた地区を指し示し、国土交通省の都市景観100選に選定されている。
関内区域は、西区の横浜駅周辺とともに横浜市における都心（ツインコア）の一つである横浜都心に指定されている。また、関内・関外地区は「横浜都心・臨海地域」の一部として都市再生特別措置法による特定都市再生緊急整備地域に指定されている（2018年10月指定）。

## 概要
日米修好通商条約（安政五カ国条約）によって1859年（安政6年）に横浜に設置された開港場（横浜港）の区域を「関内」と呼んだことに由来し、住所表示上の正式な地名として関内という地名はない。ただし、国道16号や新横浜通りのキロポストや方向標識には関内と表示されている。馬車道、中華街、山下公園など古くからの観光地が多く、隣接するみなとみらい地区と並び多くの観光客で賑っている。また、神奈川県庁舎、横浜市役所、神奈川県警など官公庁や企業が集まる、横浜港開港以来の中心市街地である。横浜港が開港して以来西洋文化を一気に取り込み、アイスクリーム、ビール、ガス燈など、横浜市の発祥とするものが多くあり、昭和初期の近代洋風建築が残されている。
地域内にある駅はJR根岸線関内駅・石川町駅、横浜市営地下鉄ブルーライン（1・3号線）関内駅、横浜高速鉄道みなとみらい線馬車道駅・日本大通り駅・元町・中華街駅である。
2004年のみなとみらい線の開通により横浜駅周辺、みなとみらい地区との交通アクセスが一層容易になり、街の再活性化が進んでいる。一方、社会・経済情勢の変動に伴い、古い事務所・店舗ビルを取り壊してマンションを建設・分譲する動きが目立ち都市計画上の課題となったため、横浜都心機能誘導地区建築条例が制定され、関内駅周辺はマンション建設が規制されている（これは横浜駅周辺も同様）。
なお、関内駅は、JR根岸線のほかに、横浜市営地下鉄ブルーラインが乗り入れている関係で、地下にマリナード地下街と呼ばれる商店街があり、地下街自体が、地上の吉田橋と同様に、関内駅から伊勢佐木町側へ通り抜ける連絡ルートとなっているため、伊勢佐木町の入り口付近までは、関内駅の構内とみなす場合がある。しかし、地名の由来的には、関内駅の位置は、海から離れた関内地区の南西の端に当たり、そこよりも南西にある伊勢佐木町は「関外」である。
原則として、伊勢佐木町は「関外地区」であるが、鉄道路線の関内駅の構造を考慮して、ガイドブックなどの地域別情報の場合では、雑誌などの編集上の都合から、伊勢佐木町の一部も関内に分類する例が見られる。ただし、伊勢佐木町を関内に含めることは、あくまで誌面上の便宜的な措置であって、地名の定義が変わったわけではない。この点は、正確に伊勢佐木町一帯を示した「関外」という呼称が、ガイドブックの主要な利用者である市外からの来訪者にとって、あまり知られていないことから、分かりやすく駅名の表示に合わせたという事情に関係する。
施設名称に「関内」の名を冠した例として、コンサート会場などに使われる関内ホールは、馬車道商店街の中に位置するので、文字通り、関内地区にあるといえる。

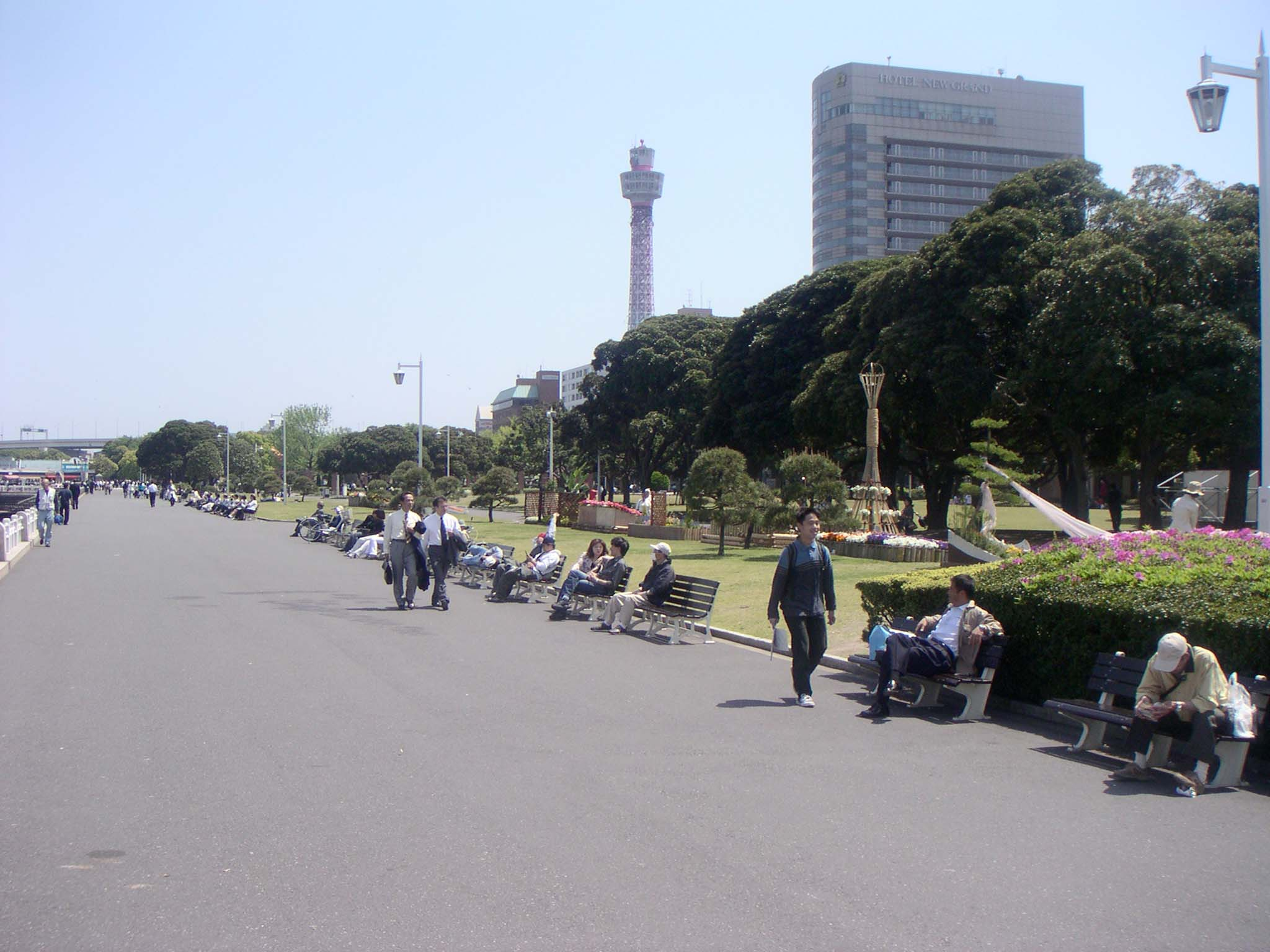
山下公園
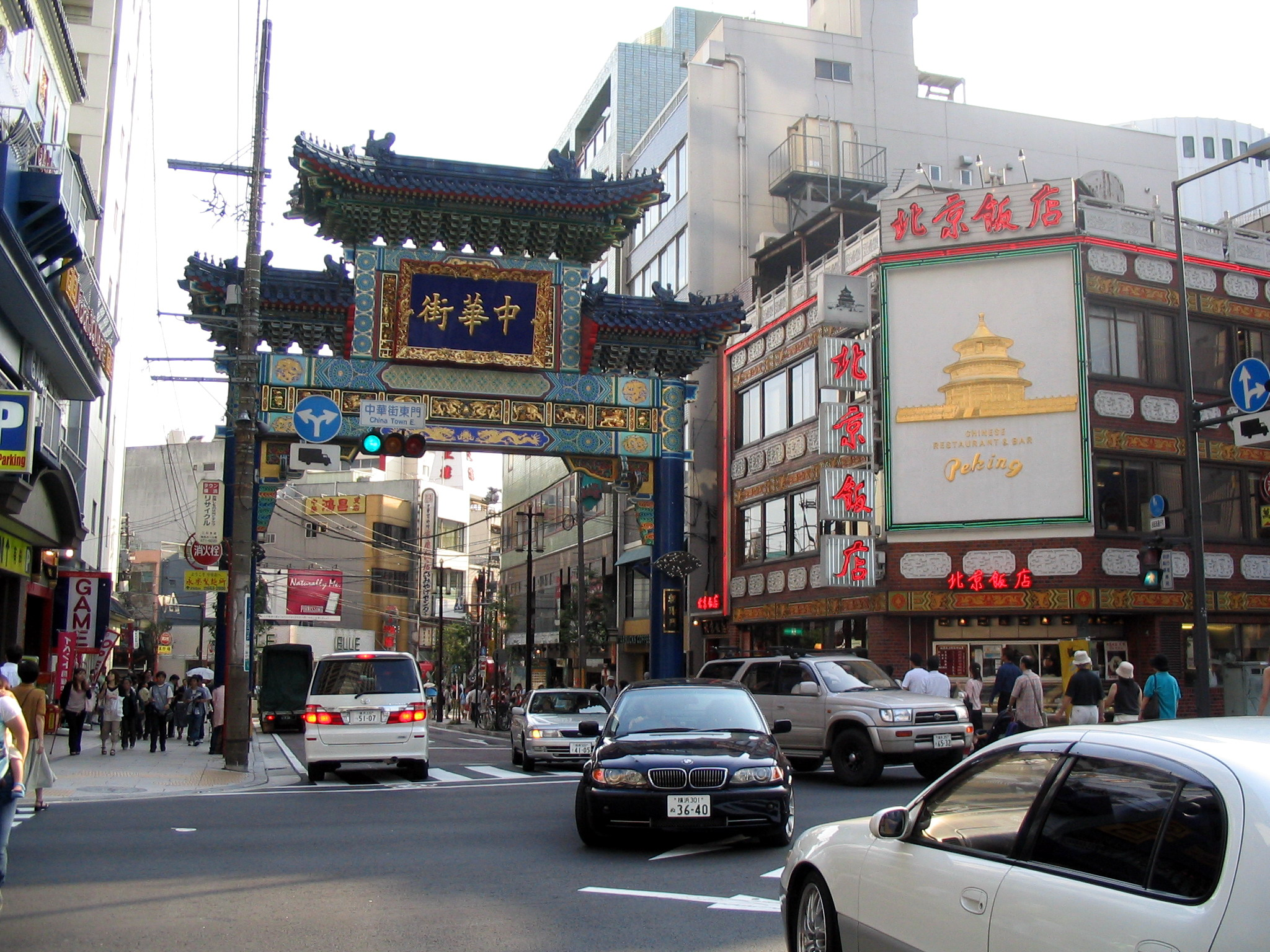
横浜中華街
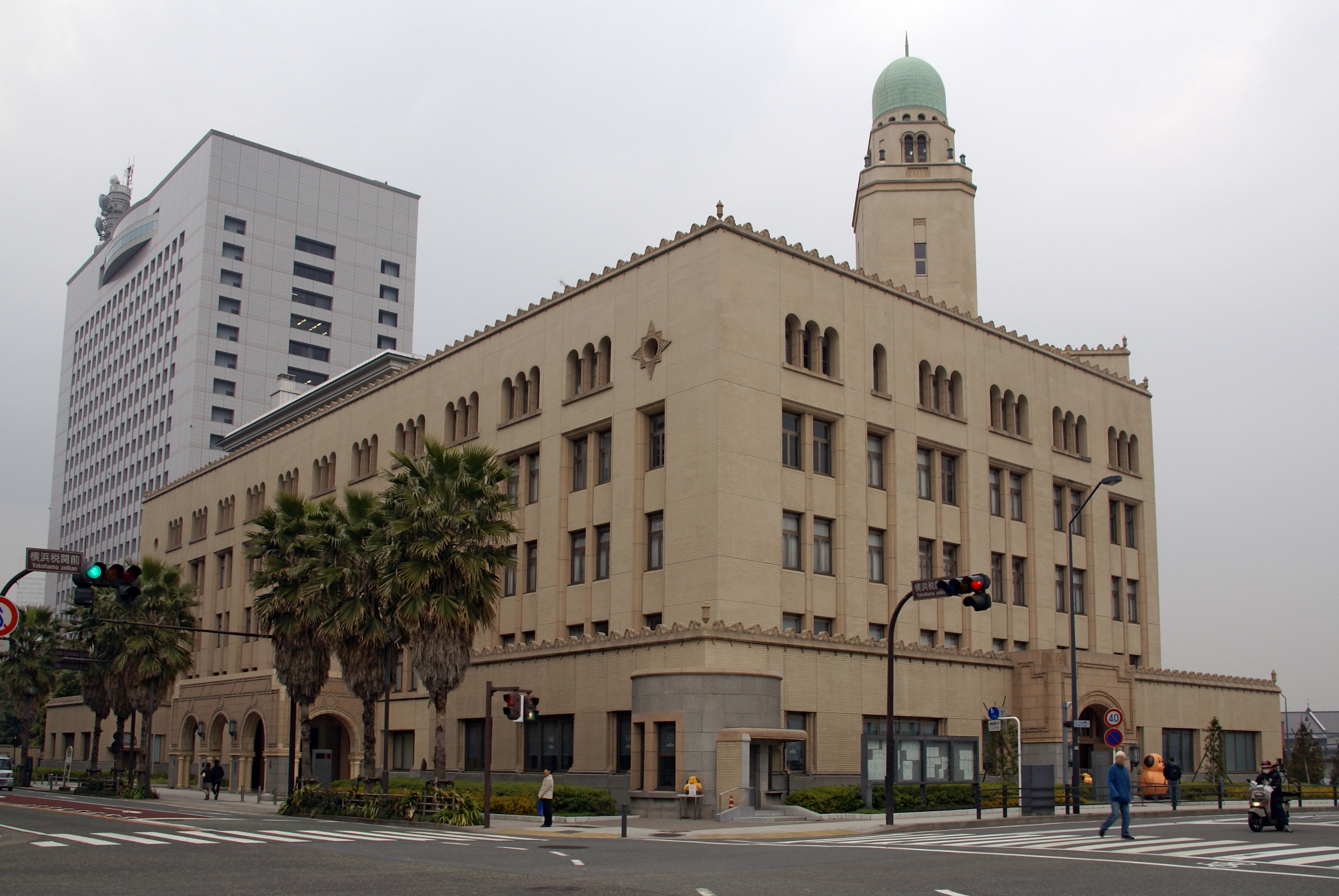
横浜税関
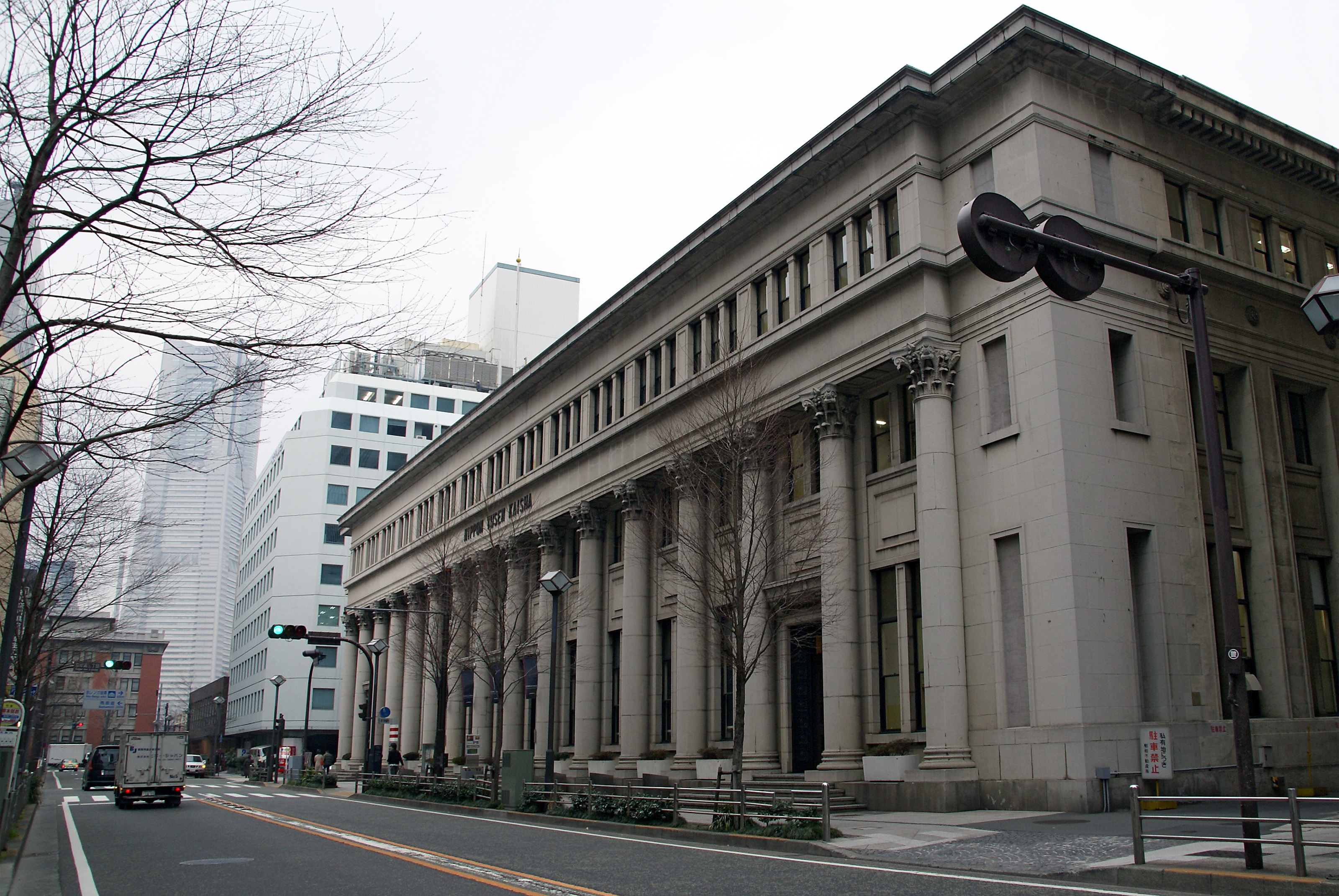
日本郵船歴史博物館
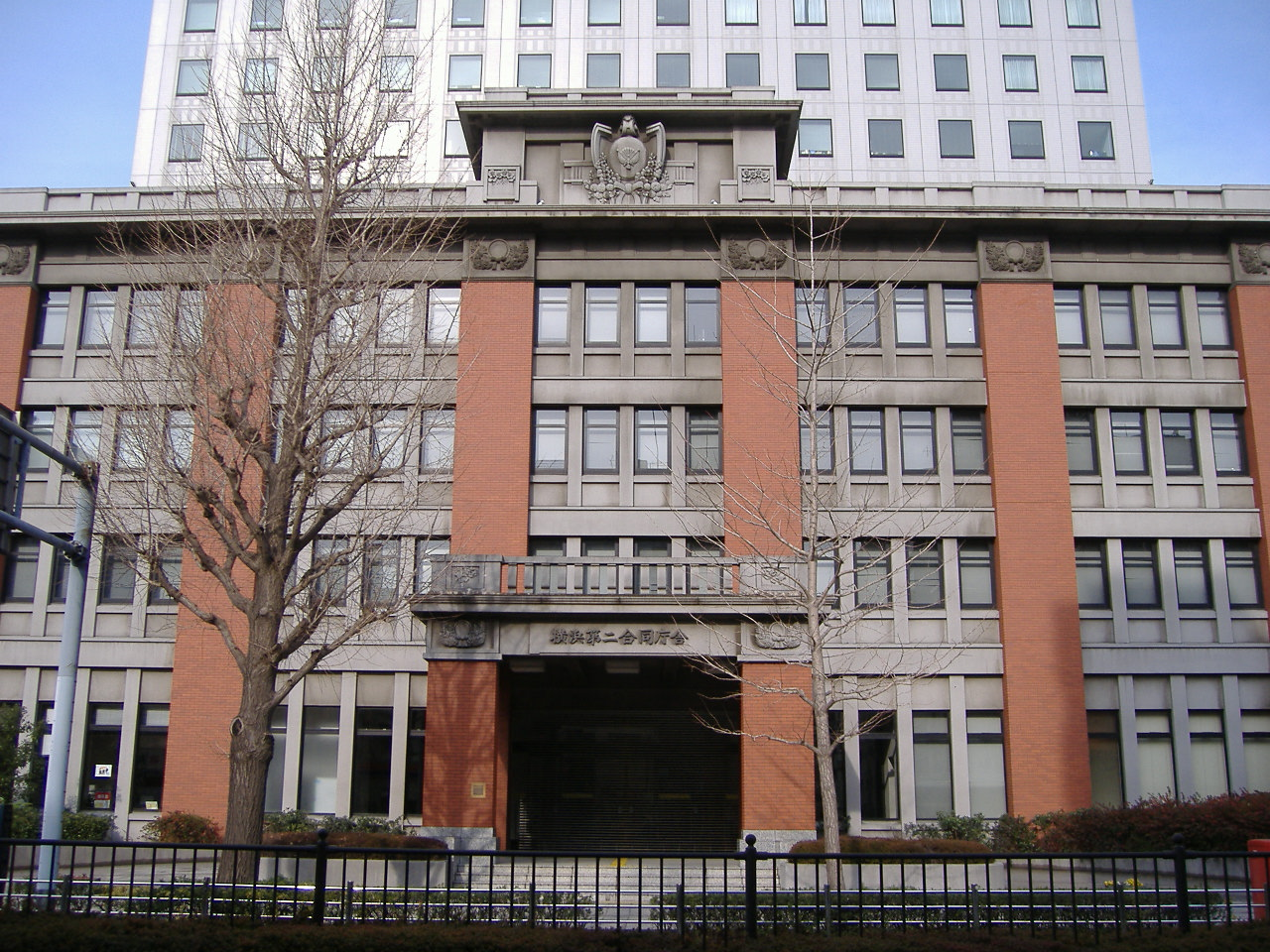
旧横浜生糸検査所
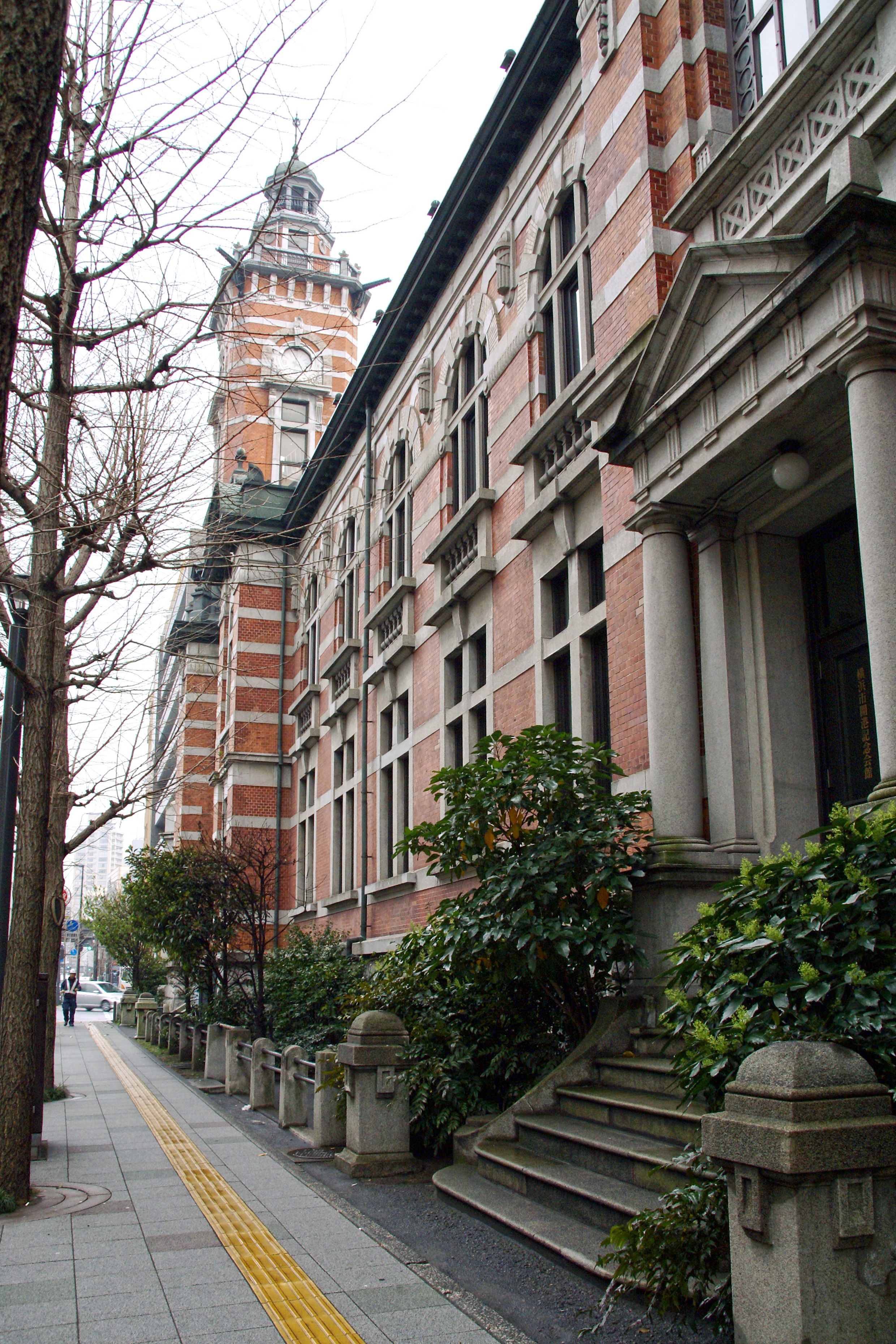
横浜市開港記念会館

## 地名の由来
かつて関内周辺は海であった。現在の大岡川と中村川に囲まれた一帯は「洲乾湊」と呼ばれた入り江であり、久良岐郡横浜村は洲乾湊に蓋をするように南東から北西へ伸びる「洲干島」（洲乾島・宗閑島・秀閑島とも表記）と呼ばれた砂州上に形成された寒村であった。洲乾湊の上流側が1667年に吉田新田として埋め立てられたのに対して、現在の関内地区に相当する洲乾湊の下流側の埋立は遅く、1812年に洲干島の付け根の内側にあたる箇所が横浜村請負で横浜新田として埋め立てられ（現在の横浜中華街）、1856年に残りの箇所が太田屋新田として埋め立てられた。吉田新田と太田屋新田は陸続きとせず、両者の間には派大岡川が残された。1859年の横浜港開港に際して洲干島にあった横浜村の集落は元町へ移転させられ、翌1860年に中村川を延長開削する形で洲干島の付け根を寸断する堀川が開削され、大岡川・派大岡川・堀川に囲まれた関内が形成された。
江戸幕府はアメリカに開港を要求され、当時「神奈川」の隣町であり、寒村であった「横浜村」（神奈川の横にある浜、横に伸びた浜）を神奈川の一部と称し、この地を開港した。それは幕府が、東海道の宿場町であり、栄えていた「神奈川宿」に外国人を入れたくなかったためである。
神奈川宿から横浜村へ道が作られ（横浜道）、間にある大岡川の分流「派大岡川」に「吉田橋」を架け、横浜港が開港した安政6年にその橋に関門という関所のようなものを置いた。その関門の内側、横浜側を「関内」と呼んだ。現在の地域名はこのことに由来する。神奈川運上所（今の県庁のある場所）の西側が日本人居住地、東側が外国人居留地であった。
1860年に横浜村周辺は、今までの川に加えて掘割りを掘り、橋を架け、橋を通らなければ横浜（関内）には行けないようにし、全ての橋に関門を設けた。当時、武士と外国人との接触を避けるため、武士は関内には入れなかった。吉田橋から旧居留地に至る道が、今の「馬車道」である。
現在、派大岡川が流れていた所は首都高に、橋は道路と一体になってしまい、石碑でそこに川が流れ、橋が架かっていたことが解るのみである。吉田橋は鉄の橋として1869年に架け替えられた。設計はリチャード・ヘンリー・ブラントンというイギリス人技師。
近代化が進むにつれ関門の存在意義が薄れ、明治4年に廃止されたが、長年の慣習と名残りで今もこの辺りを「関内」と呼んでいる。また、今の伊勢佐木町付近一帯の元吉田新田は関門の外、「関外地区」と呼ばれた。現在関内と名が付いている公的施設は、JR・横浜市営地下鉄の関内駅、関内ホール（横浜市市民文化会館）のみである。
キングの塔（神奈川県庁本庁舎）・クイーンの塔（横浜税関）・ジャックの塔（横浜市開港記念会館）は、しばしば「横浜三塔」と呼ばれ、横浜港のシンボルとして市民に親しまれている。

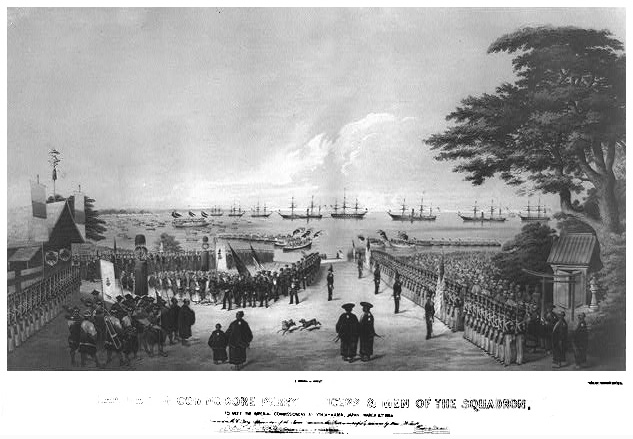
ペリー一行の上陸

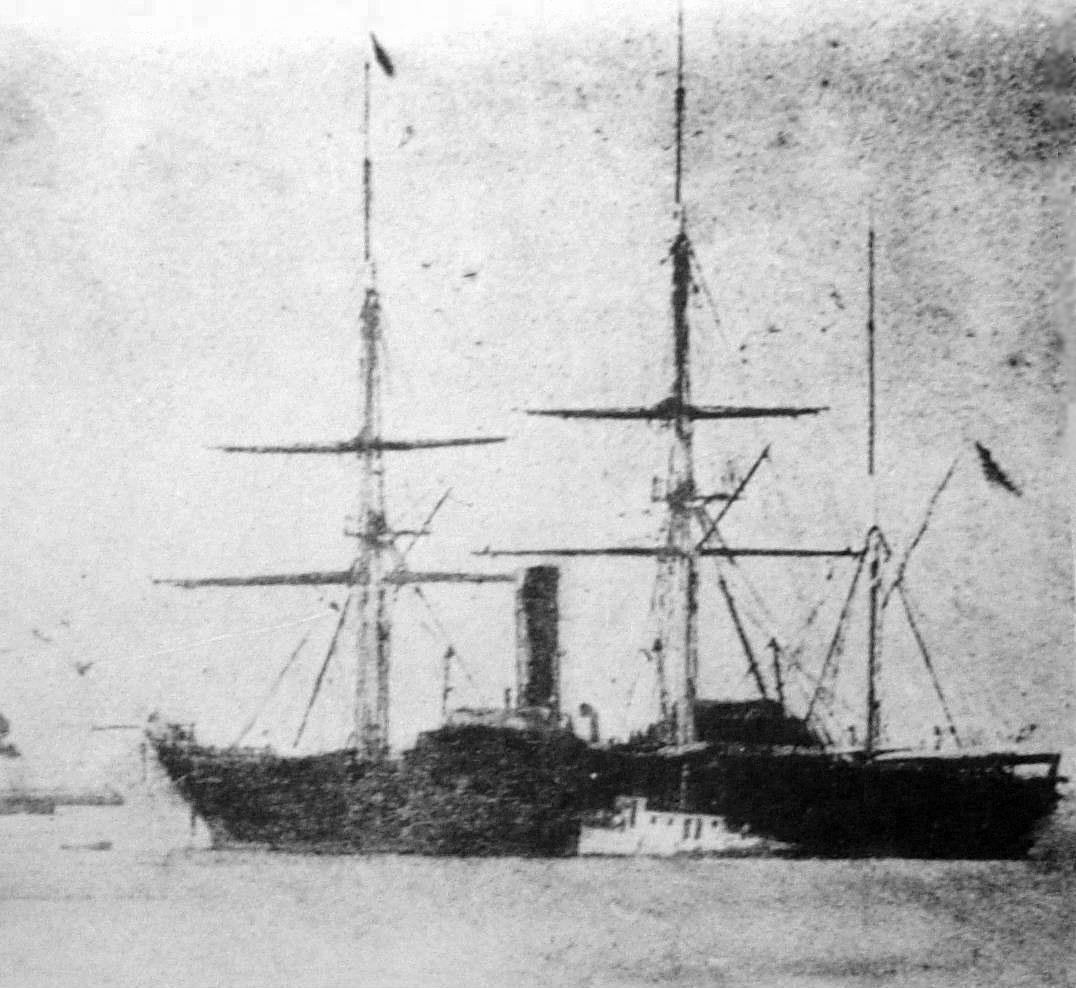
黒船 サスケハナ号

## 歴史
- 1812年 - 「横浜新田」完成。
- 1856年 - 「太田屋新田」完成。
- 1854年3月8日 - アメリカ海軍提督ペリーが黒船を率いて日本へ2度目の来航をし、横浜村へ上陸する。
- 1859年7月1日 - 横浜港が開港する。
  - 久良岐郡横浜村が「横浜町」と改称。日本人居住地は海辺通・北仲通・本町（大通）・南仲通・弁天通の五筋を整備。それぞれ1～5丁目の5区域に分割し[注釈 3]、各区域に名主を置いて総年寄が町全体を統括した。
また、運上所周辺には駒形町が、太田屋新田の横浜町隣接地には太田町が置かれた。
- 1859年11月10日 - 太田屋新田沼地を埋め立てて港崎町を起立し、港崎遊郭開業。
- 1860年 - 堀川開削。
- 1860年 - オランダの帆船「ナッソウ号」の船長「フフナーゲル」が「横浜ホテル」を開業する。
- 1866年10月21日 - 関内大火（豚屋火事）で神奈川奉行所が焼失する。
- 1867年 - 豚屋火事の復興工事、町は和風から洋風への建て替えが始まり、石造りの洋風2階建ての「神奈川奉行所」完成。それを期に「横浜役所」へ名称変更。馬車道が開通する。
- 1868年 - 横浜役所が明治政府に移管される。

### 明治
- 1868年8月 - 横浜町と太田町を合わせて二地区に分け、5名の名主が担当した。
  - 上町[5]　横浜五か町（本町・南仲通・北仲通・弁天通・海辺通）・堺町・洲干町・弁財天町
  - 下町　太田町・相生町・末広町[注釈 4]・駒形町・小松町・小船町・新浜町・高砂町・住吉町・常盤町・尾上町・真砂町・港町・入船町・緑町[注釈 5]・羽衣町[注釈 6]
- 1869年 - 馬車道で町田房蔵が日本初のアイスクリーム「あいすくりん」を製造・販売する。
  - 吉田橋が鉄の橋として架け替えられる。
  - 洲干弁天社が移転。
- 1871年 - 外国人居留地区に日本人設計の陶製管の下水道を設置。
- 1871年7月 - 横浜町と太田町の区域に正式に町名を付ける。

本町・南仲通・北仲通・弁天通・元浜町・海岸通・堺町・太田町・小宝町・相生町・高砂町・住吉町・常盤町・尾上町・真砂町・港町・駒形町・羽衣町
- 1871年8月 - 横浜関内各町を五区に分け、各々1名の名主が担当する。
- 1871年9月 - 吉田橋等に置かれた関門を廃止。
- 1872年 - 日本社中により、ガス燈が大江橋・馬車道・本町通りに点火される。
  - 11月28日 - 横浜役所は「横浜税関」へ名称変更。
- 1873年5月1日 - 神奈川県を20区に分け、区下に複数の番組を編成。横浜町は第1区1番組に編入される。
- 1874年 - 貿易商が事務所として、現在開港記念会館がある所に「横浜町会所」を造る（その後市に寄付される）。
  - 6月14日 - 大区小区制に伴い、第1大区1小区に編入される。
- 1876年 - 洋式の公園「横浜公園」が開園。
- 1877年6月30日 - 外国人居留地に対する日本側の行政権が完全に回復する。
- 1878年11月21日 - 郡区町村編制法に基づき、横浜区となる（久良岐郡から分離）。
- 1879年 - 外国人居留地の管理が神奈川県から横浜区に移管される。
- 1880年2月28日 - 横浜正金銀行開業。
- 1887年 - 日本最初の近代水道（鉄管）完成。
- 1889年4月1日 - 市制施行により関内全域が横浜市となる。

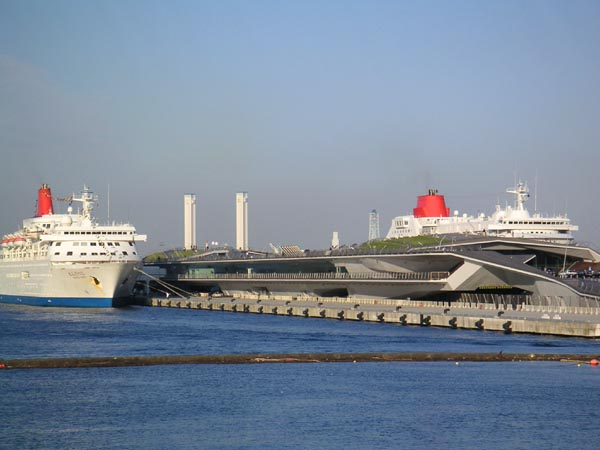
大さん橋

- 1894年 - 横浜港鉄桟橋（現：大さん橋）が完成する。
- 1895年 - 生糸検査所、商業会議所が設立。
- 1899年7月17日 - 外国人居留地が返還される。
  - 7月24日 - 返還された外国人居留地30か町に山下町を設置。
- 1904年 - 横浜正金銀行（現：神奈川県立歴史博物館）の建物が完成。設計は妻木頼黄。
- 1906年 - 横浜町会所が火事で焼失。
- 1911年 - 鉄筋コンクリート造の「三井物産横浜ビル」完成。

### 大正
- 1917年 - 横浜の資産家（原家、茂木家）を中心に寄付を募り、横浜町会所跡地に開港記念横浜会館を建設（現・横浜市開港記念会館、ジャックの塔）。設計コンペの当選案を元に横浜市技師の山田七五郎らが実施設計。
- 1921年 - 露亜銀行が完成。
- 1923年9月1日 - 関東大震災により壊滅的な被害を受ける。開港記念会館、横浜正金銀行のドーム焼失（ドームは第2次世界大戦後に復元）。

### 昭和

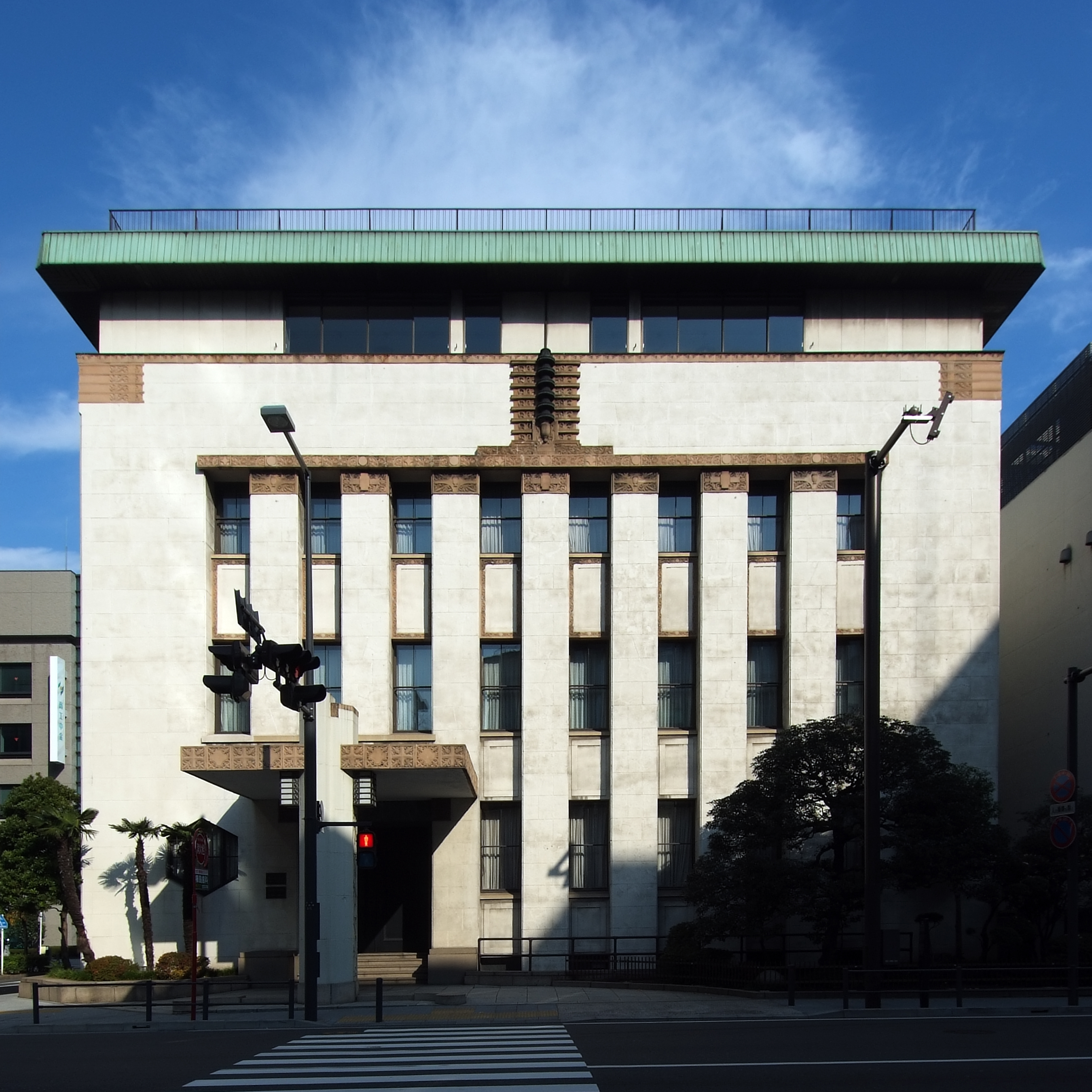
横浜銀行協会

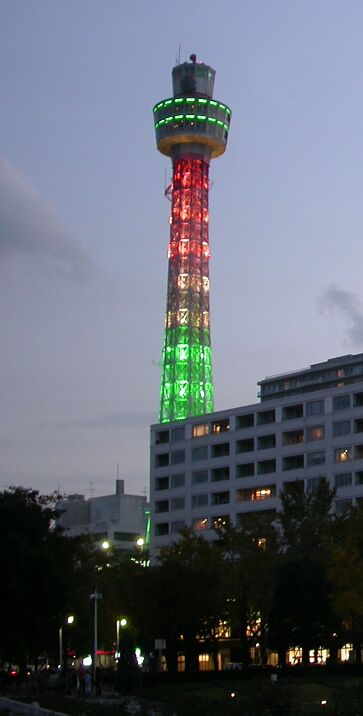
マリンタワー

- 1927年10月1日 - 区制施行により、中区が発足する。
  - 開港記念会館の修復完了。
  - 三井物産ビルを増築。
- 1928年11月 - 現在の神奈川県庁舎（キングの塔）完成。設計コンペの当選案を元に神奈川県内務部が実施設計。
- 1929年 - 横浜海洋会館、横浜貿易会館が完成。
  - 安田銀行横浜支店（富士銀行横浜支店）が完成。
  - 第一銀行横浜支店（のちの横浜銀行旧本店別館）が完成。
- 1930年 - 臨海公園の「山下公園」が開園。
- 1931年 - 三井銀行横浜支店が完成。
- 1934年 - 現在の横浜税関（クイーンの塔）完成。設計は大蔵省営繕管財局（下元連、吉武東里）。
- 1936年 - 横浜銀行協会が完成。
  - 横浜郵船ビルが完成。設計は和田順顕。
- 1945年 - 横浜大空襲。
- 1947年1月 - 横浜正金銀行は東京銀行（現：三菱UFJ銀行）となり、横浜正金銀行本店の建物は東京銀行横浜支店となる。
- 1956年9月1日 - 横浜市が政令指定都市に移行。
- 1961年 - 「マリンタワー」が完成。
  - 「氷川丸」が山下公園に係留される。
- 1964年5月19日 - 東海道本線の支線として桜木町・磯子間が延伸開業[6]。横浜・磯子間が分離され根岸線となる（関内駅開業）。
  - 8月 - 神奈川県が東京銀行横浜支店（旧横浜正金銀行）の建物を買い取る。
- 1967年3月20日 - 旧横浜正金銀行のドームを復元し、「神奈川県立博物館」（現：神奈川県立歴史博物館）として開館する。
- 1976年9月4日 - 横浜市営地下鉄関内駅が開業する。

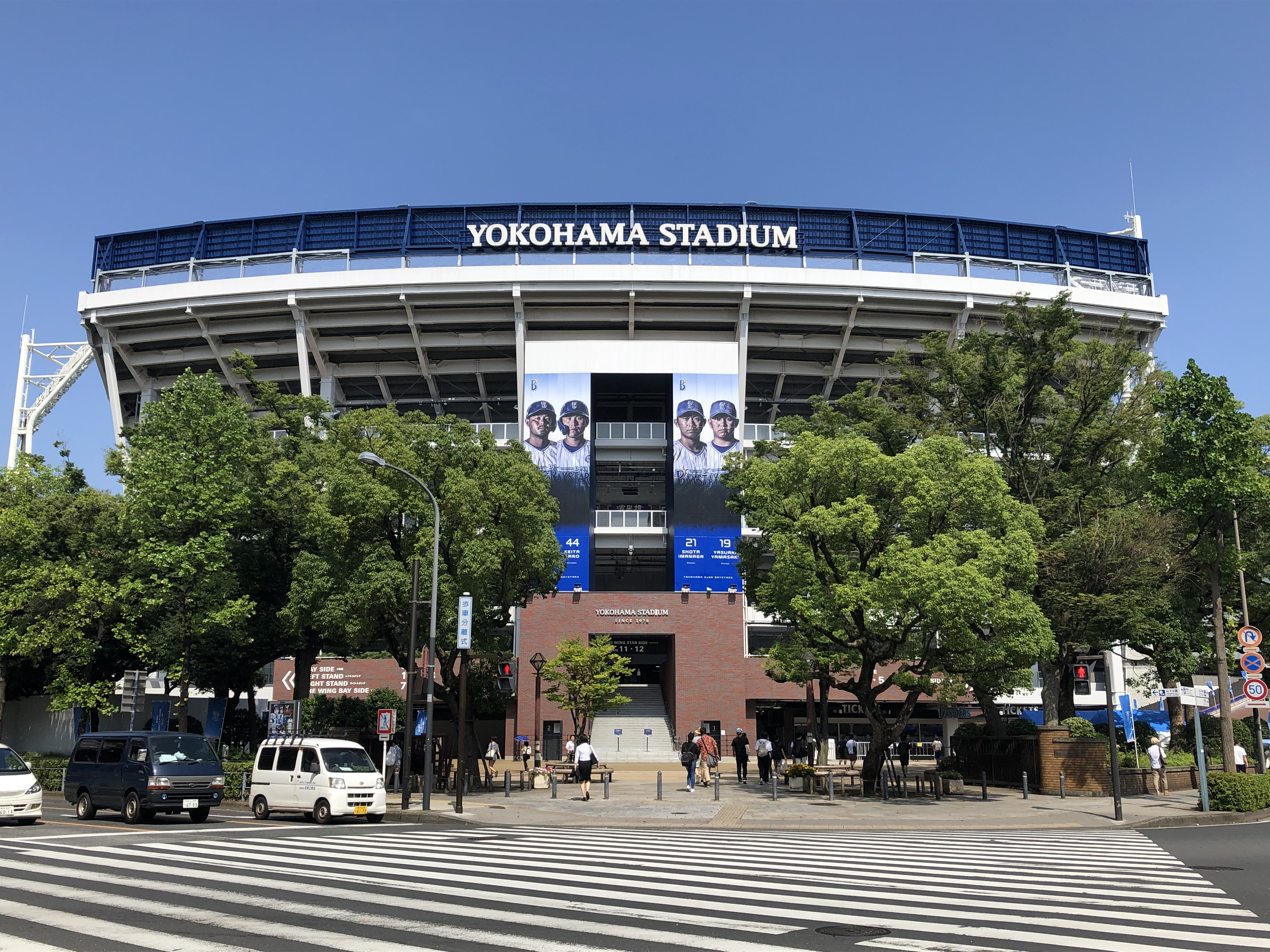
横浜スタジアム

- 1978年 - 横浜スタジアム完成。

### 平成
- 1990年 - 横浜市開港記念会館の屋根とドームが当時の形に修復される。
- 1993年 - 横浜第二合同庁舎が建て替えられる。
- 1995年3月18日 - 「神奈川県立博物館」は「神奈川県立歴史博物館」に名称変更。
  - 神奈川県立歴史博物館が国の史跡に指定される。
- 2003年 - 「日本郵船歴史博物館」が開館。第15回BELCA賞を受賞。
  - 旧第一銀行横浜支店を横浜アイランドタワーの下に復元（横浜市市民活動共同オフィス）。
- 2004年2月1日 - みなとみらい線開通（横浜・元町・中華街間）。
- 2010年 - 関内駅の最寄りで同地域のシンボル的存在でもあった、旧・横浜松坂屋の建物を解体、横浜市認定歴史的建造物であったが現存しない。

## 施設
- 神奈川県庁本庁舎（キングの塔）
  - 新庁舎
  - 分庁舎
  - 第二分庁舎
- 横浜市役所
- 中区役所
- 横浜税関（クイーンの塔）
- 横浜第二合同庁舎
- 横浜第二港湾合同庁舎
- 横浜法務合同庁舎
- 横浜地方検察庁
- 横浜地方裁判所
  - 横浜簡易裁判所
- 横浜地方合同庁舎
- 万国橋合同庁舎
- 神奈川県警察本部
- 横浜水上警察署
- 横浜市開港記念会館（ジャックの塔）
- 神奈川県立歴史博物館
- 横浜開港資料館
- 大さん橋
- 横浜メディア・ビジネスセンター（YokohamaMBC）
  - テレビ神奈川[注釈 7]
  - 神奈川新聞社[注釈 8]
- 横浜情報文化センター
  - 日本新聞博物館
  - 放送ライブラリー
- 横浜都市発展記念館
- 横浜港郵便局
- 日本銀行横浜支店
- シルクセンター
  - シルク博物館
- 横浜マリンタワー
- 山下公園
- 氷川丸
- 神奈川県民ホール
- 神奈川芸術劇場
- 横浜人形の家
- 横浜中華街
- 横浜DeNAベイスターズ関連施設
  - 横浜スタジアム（横浜公園内）
  - THE BAYS(旧日本綿花横浜支店ビル)（市指定有形文化財）
  - 球団事務所（関内新井ビル7階）

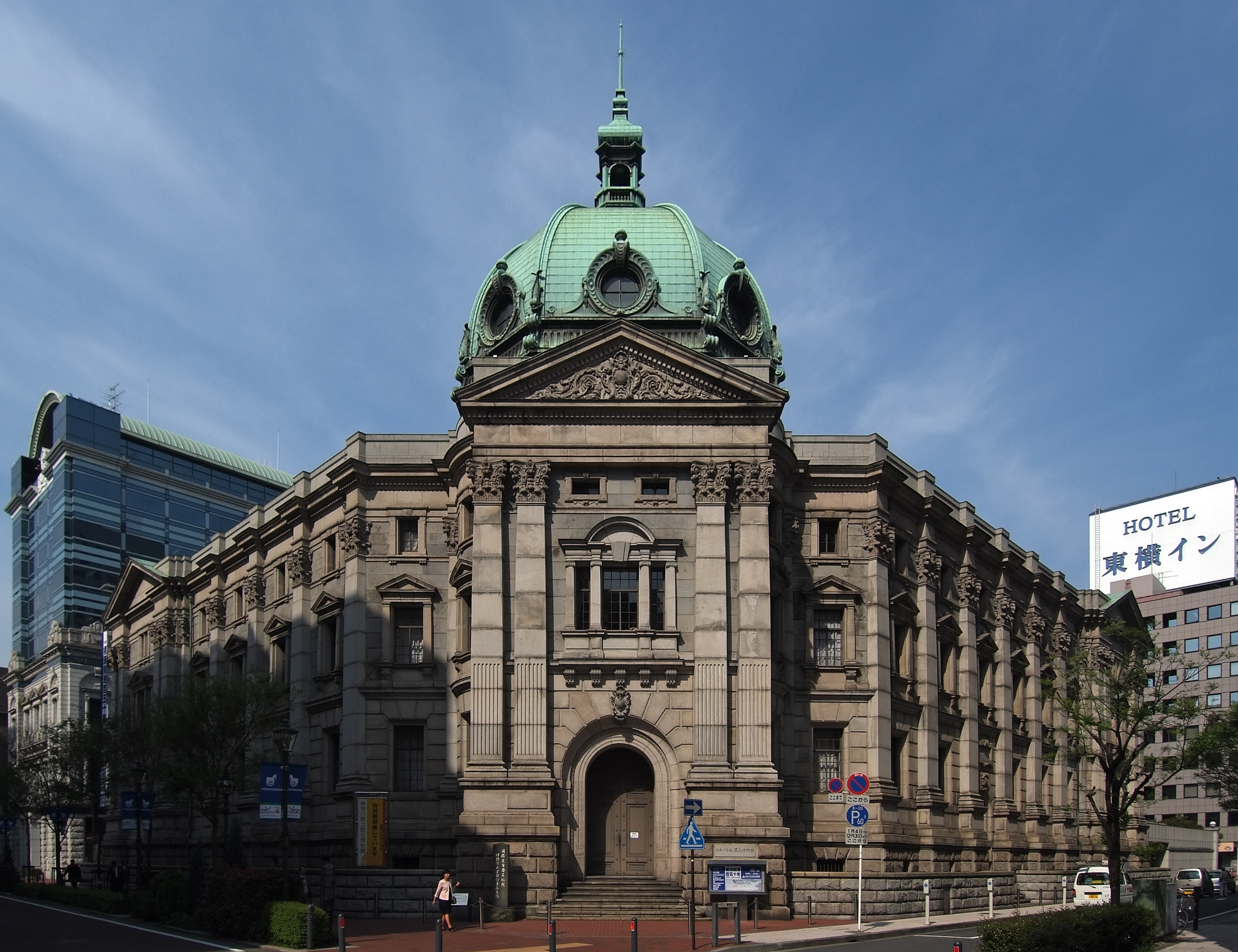
神奈川県立歴史博物館
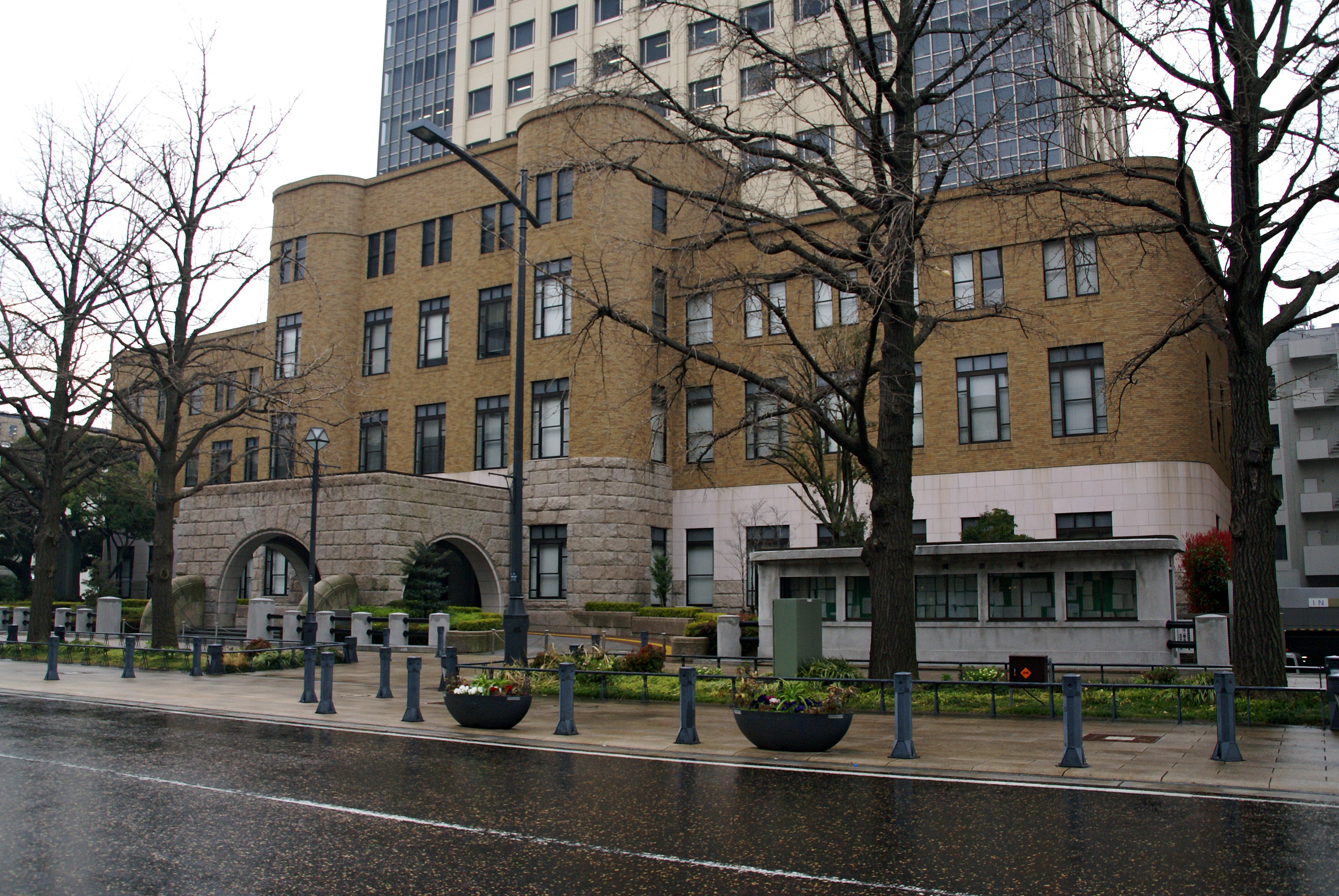
横浜地方裁判所
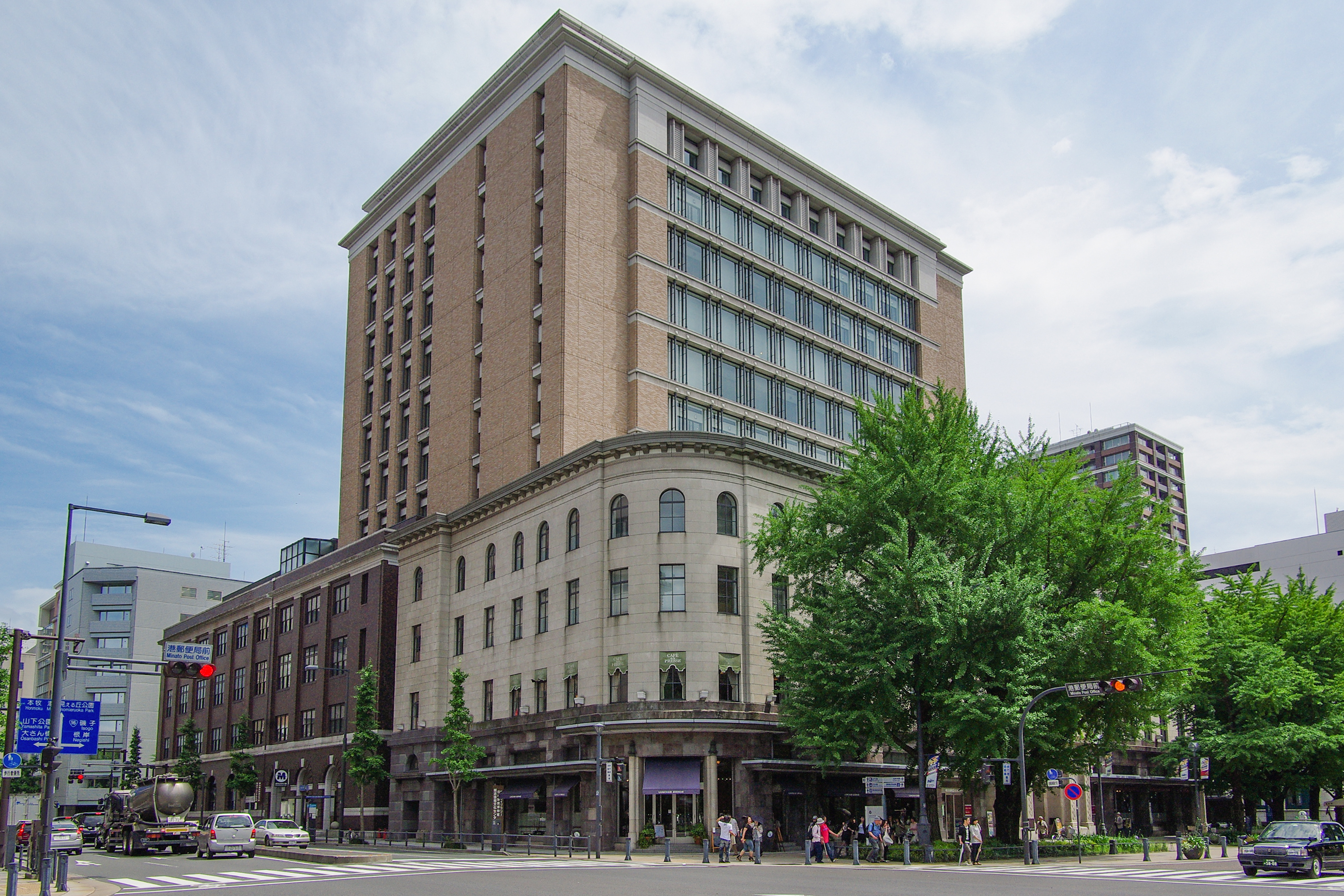
横浜情報文化センター
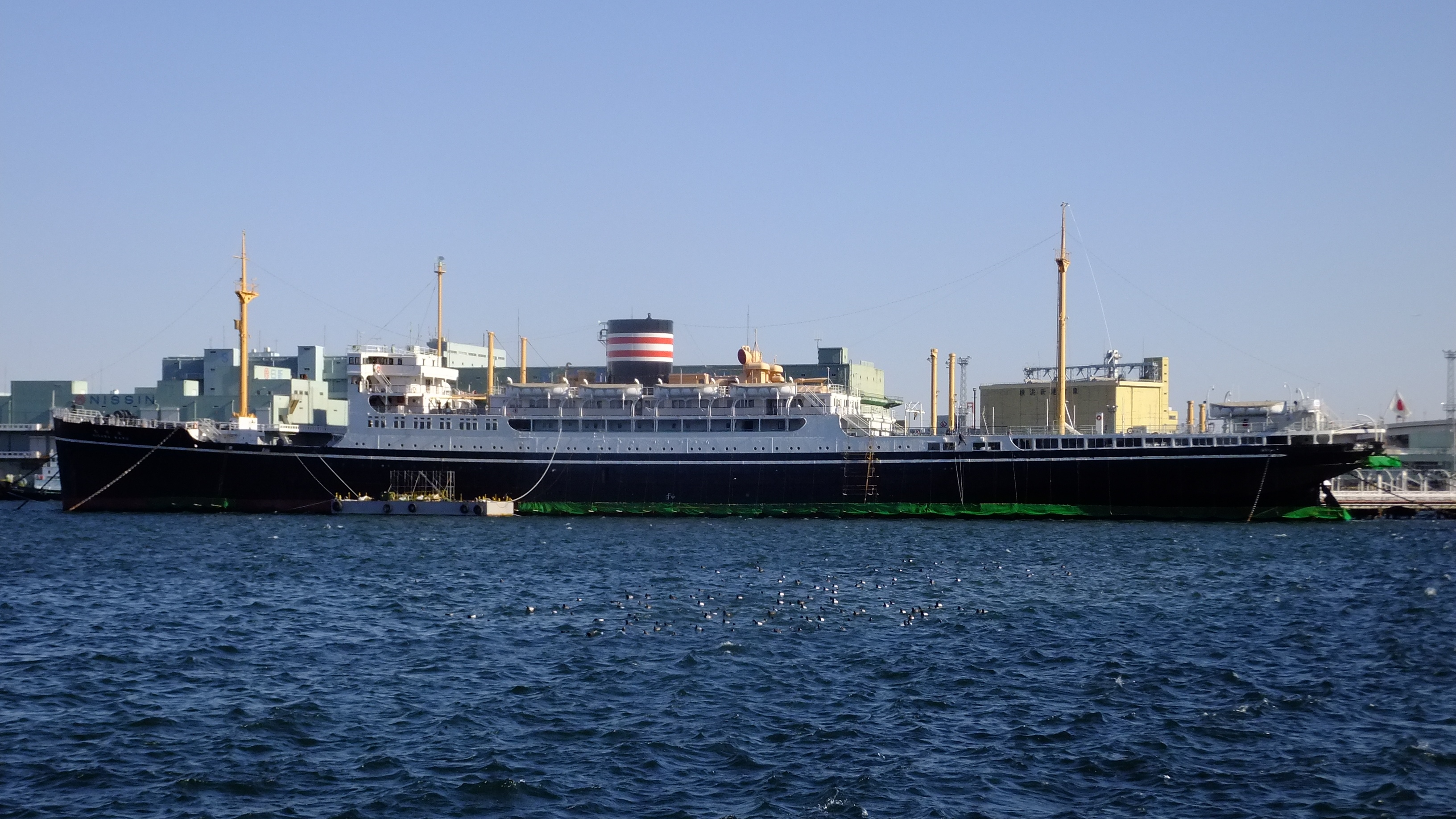
氷川丸

## 地区内の町名
- 港町
- 真砂町（まさご）
- 尾上町（おのえ）
- 常盤町
- 住吉町
- 相生町（あいおい）
- 太田町[注釈 9]
- 弁天通
- 南仲通
- 本町
- 北仲通
- 元浜町
- 海岸通
- 日本大通
- 山下町
- 横浜公園

## 周辺道路
- 国道1号
- 国道16号
- 国道133号
- 首都高速道路神奈川1号横羽線

- 海岸通り
- 元浜町通り
- 北仲通り
- 本町通り
- 南仲通り
- 弁天通り
- 入船通り
- 常盤町通り
- 尾上町通り
- 太田町通り
- 相生町通り
- ベイスターズ通り
- 馬車道
- 万国橋通り
- 関内大通り
- みなと大通り
- 日本大通り
- 大桟橋通り
- 山下公園通り
- 水町通り
- シルク通り
- 中華街通り